# Явенга
Явенга — река в России, протекает в Вожегодском районе Вологодской области. Устье реки находится в 280 км по правому берегу реки Кубена. Длина реки составляет 24 км, в 14 км по правлму берегу впадает река Камешница.
Явенга берёт исток на Верхневажской возвышенности близ границы с Архангельской областью в 24 км к северо-западу от райцентра — посёлка Вожега. У истока — две нежилые деревни Грива и Грудинская. Рядом с истоком Явенги находятся истоки нескольких ручьёв и речек, впадающих в Чужгу, приток Вожеги, здесь проходит водораздел между бассейнами Северной Двины и Онеги. Река течёт на восток, в нижнем течении — на юго-восток. В нижнем течении на реке расположены деревни сельского поселения Явенгское: Якушевская и Сенкинская (левый берег). Рядом с местом впадения Явенги в Кубену стоит административный центр Явенгского поселения — посёлок База, а также село Покровское и деревня Новая.

## Данные водного реестра
По данным государственного водного реестра России относится к Двинско-Печорскому бассейновому округу, водохозяйственный участок реки — озеро Кубенское и реки Сухона от истока до Кубенского гидроузла, речной подбассейн реки — Сухона. Речной бассейн реки — Северная Двина.
По данным геоинформационной системы водохозяйственного районирования территории РФ, подготовленной Федеральным агентством водных ресурсов:
- Код водного объекта в государственном водном реестре — 03020100112103000005313
- Код по гидрологической изученности (ГИ) — 103000531
- Код бассейна — 03.02.01.001
- Номер тома по ГИ — 03
- Выпуск по ГИ — 0